# (2822) Sacajawea
(2822) Sacajawea (1980 EG) – planetoida z pasa głównego asteroid okrążająca Słońce w ciągu 4,15 lat w średniej odległości 2,58 j.a. Odkryta 14 marca 1980 roku.